# Alopekis
Alopekis (lingua greca Αλωπεκίς, lett. "Piccola volpe"),  è una razza canina originaria della Grecia la cui esistenza data al neolitico. Menzionata da diversi autori dell'Antica Grecia (Senofonte, Aristotele e Aristofane), è iscritta nel Gruppo 5 della classificazione della FCI. Non è attualmente riconosciuta dall'ENCI.

### Fonti
- Aristotele (IV secolo a.C.), Historia animalium.
- Grazio Falisco (I secolo a.C.), Cynegeticon.
- Senofonte (IV secolo a.C.), Kynegetikos.